# Geo (雜誌)
GEO是一系列類似於國家地理雜誌的教育類月刊雜誌。它以詳細的報導和圖片而聞名。中文媒體偶有轉載其報導，以「法國地理旅遊月刊雜誌」描述此發行物。

## 歷史與簡介
第一期於1976年在德國發行。自那時以來，該雜誌已在保加利亞、克羅埃西亞、捷克、愛沙尼亞、芬蘭、法國（首個國際版）、希臘、匈牙利、印度（2013年停止發行）、意大利、日本、韓國、立陶宛、拉脫維亞、羅馬尼亞、俄羅斯（2018年停止發行）、 斯洛伐克、斯洛維尼亞、西班牙和土耳其發行。目前法國和德國的發行量超過500,000本。
GEO 由 Gruner + Jahr出版， 這是一家由貝塔斯曼（Bertelsmann）擁有的出版公司。
法文版於1979年推出，每月由Prisma Presse出版。德文版有幾份特刊（系列延伸）：「GEO Saison，一本專注於旅遊的多主題雜誌」、「GEO Special，一本關於個別國家或城市的單主題雜誌」、「GEO Wissen」、和「GEO Kompakt，專注於科學議題的單主題雜誌」、「GEO Epoche</ref>，歷史相關議題的雜誌」、以及「GEOlino，為兒童設計的雜誌」。俄文版包含「GEOTraveller」、「GEOFocus（科學和歷史）」、「GEOлёнок（兒童版）」和「The Best of GEO」。維旺迪（Vivendi）於2020年收購了Prisma Media出版公司，並在2024年將該公司及其出版業務（包括Prisma Media和GEO的法國授權）分拆至Louis Hachette Group。
除了雜誌，GEO的產品組合還包括GEO插圖書籍、GEO百科全書、GEO日曆等商品。
2013年7月26日，Outlook Group宣布GEO與People和Marie Claire將在印度停止發行，且不會續約授權。

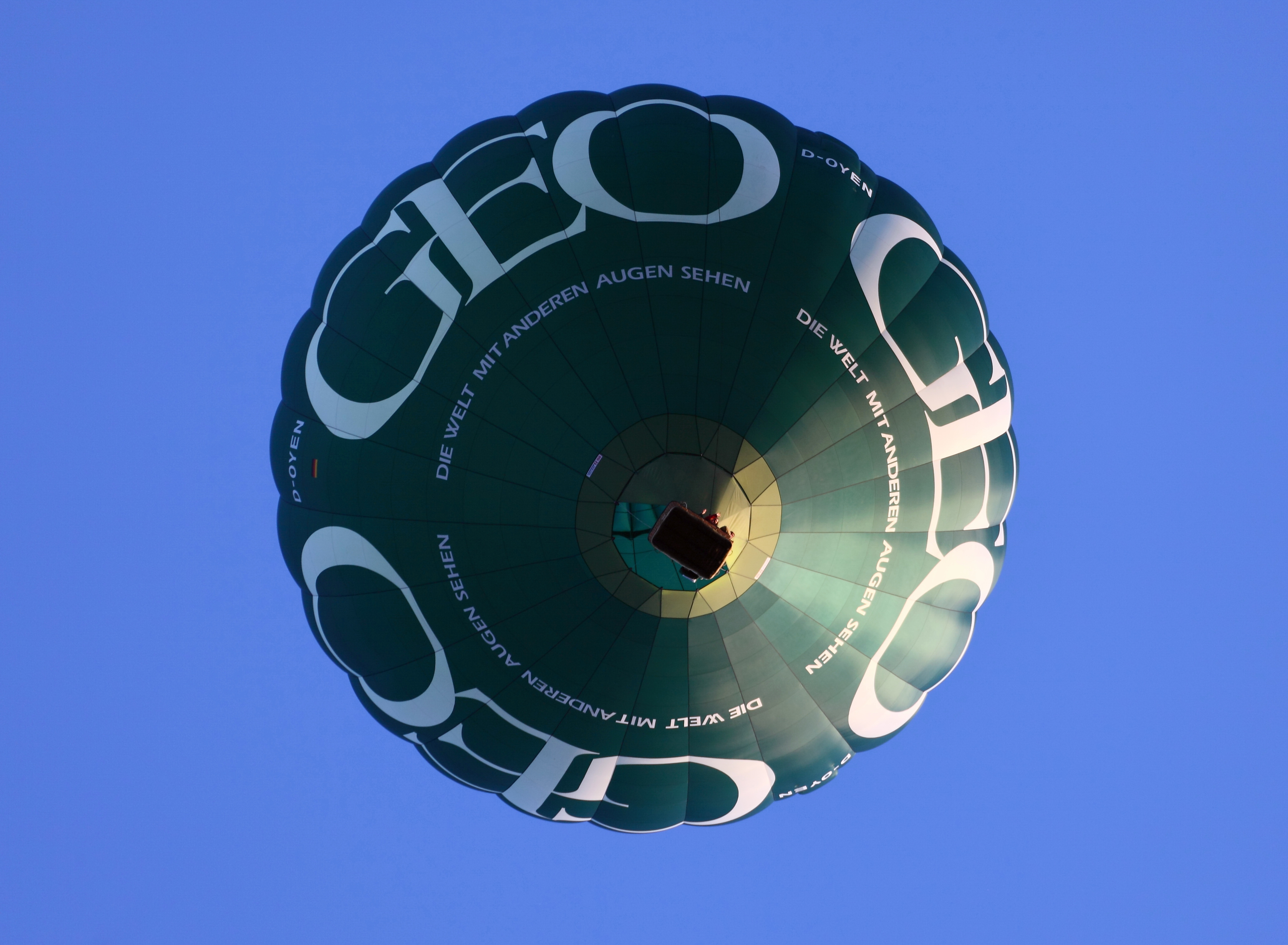
熱氣球上有GEO的廣告

## GEO電視
該雜誌擁有自己的電視頻道，名為Geo Television，在德語地區運營。

## 外部連結
- 德文版
- 克羅地亞版
- 捷克版
- 芬蘭版
- 法文版 (ISSN 0220-8245)
- 希臘版
- 匈牙利版
- 意大利版 (ISSN 1122-3308)
- 立陶宛版
- 羅馬尼亞版
- 俄羅斯版
- 斯洛伐克版
- 斯洛文尼亞版
- 西班牙版
- 土耳其版 的存檔，存档日期2015年11月21日，.